# سعد الخنفور
سعد علي خالد خنفور الرشيدي (1 فبراير 1965 -)؛ نائب في مجلس الأمة الكويتي.

## السيرة البرلمانية
شارك لأول مرة في انتخابات مجلس الأمة الكويتي 2008 في الدائرة الرابعة، وحصل على المركز الخامس برصيد 10,567 صوت وفاز بالانتخابات، كما شارك في انتخابات مجلس الأمة الكويتي 2009 في الدائرة الرابعة، وحصل على المركز العاشر برصيد 11,836 صوت وفاز بالانتخابات، كما شارك في انتخابات مجلس الأمة الكويتي في فبراير وديسمبر 2012 في الدائرة الرابعة، وفاز بالانتخابات، كما شارك في انتخابات مجلس الأمة الكويتي 2013 في الدائرة الرابعة، وحصل على المركز الثاني برصيد 2,478 صوت وفاز بالانتخابات، كما شارك في انتخابات مجلس الأمة الكويتي 2016 في الدائرة الرابعة، وحصل على المركز الرابع برصيد 3,811 صوت وفاز بالانتخابات.

## أبرز مواقفه في مجلس الأمة

### مجلس الأمة 2016
| الكتل                                                    | قبلي - مُستقل      |
| اللجان                                                   | لم يترشح لأي لجنة |
| استجواب الوزيرة هند الصبيح (يناير 2018)                  | ضد الاستجواب      |
| استجواب الوزير بخيت الرشيدي (2018)                       | ضد الاستجواب      |
| استجواب الوزيرة هند الصبيح (مايو 2018)                   | ضد الاستجواب      |
| استجواب الوزير خالد الروضان (2019)                       | ضد الاستجواب      |
| استجواب الوزير محمد الجبري (2019)                        | ضد الاستجواب      |
| استجواب الوزير نايف الحجرف (2019)                        | ضد الاستجواب      |
| استجواب الوزير براك الشيتان (2020)                       | ضد الاستجواب      |
| استجواب الوزير أنس الصالح (أغسطس 2020)                   | ضد الاستجواب      |
| استجواب الوزير سعود هلال الحربي (أغسطس 2020)             | ضد الاستجواب      |
| استجواب الوزير سعود هلال الحربي (سبتمبر 2020)            | ضد الاستجواب      |
| استجواب الوزير أنس الصالح (سبتمبر 2020)                  | ضد الاستجواب      |
| تصويت فتح باب ما يستجد من أعمال (تعديل النظام الانتخابي) | غير موافق         |

### مجلس الأمة 2020
| استجواب الوزير حمد جابر العلي (يناير 2022)    | مع الاستجواب |
| استجواب الوزير أحمد ناصر الصباح (فبراير 2022) | ضد الاستجواب |
| استجواب الوزير علي حسين الموسى (مارس 2022)    | ضد الاستجواب |